# عظاءة كون
عظاءة كون (تسمية ثنائية:†Kuehneosaurus) هي جنس منقرض من الزواحف يتبع فصيلة عظايا كون من أشباه العظايا الحرشفية.